# Hard Seltzer

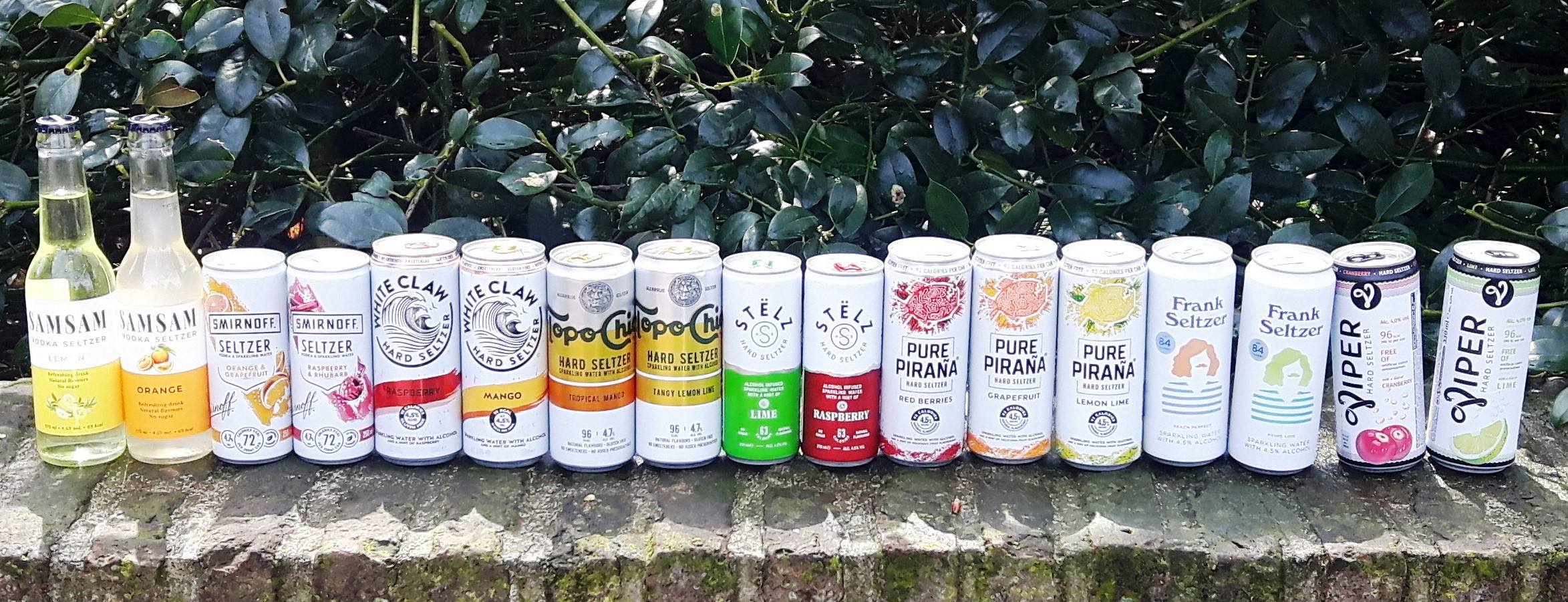
Hard Seltzer: 17 verschiedene kommerzielle Marken von acht Anbietern

Hard Seltzer (englisch für „hartes Sprudelwasser“) ist ein insbesondere in den USA verbreitetes alkoholisches Getränk auf der Basis von kohlensäurehaltigem Wasser und Alkohol, dem häufig Fruchtgeschmack zugesetzt wird. Die Bezeichnung hard soll signalisieren, dass das Getränk Alkohol enthält. Der Alkoholgehalt liegt in der Regel zwischen etwa 4 und 6 %. Das Getränk ist mit dem bereits seit Beginn der 1980er Jahre in Japan beliebten Chuhai vergleichbar, ebenso wie mit dem Alkopop.

## Geschichte
Der erste kommerziell vertriebene Hard Seltzer dürfte das australische Two Dogs gewesen sein, welches ab 1993 vertrieben wurde – zunächst nur in Australien, Mitte der 1990er Jahre dann weltweit, insbesondere in den USA. Two Dogs basierte auf gebrauten Zitronen. Im Vereinigten Königreich gelang ebenfalls Mitte der 1990er Jahre der Marke Hooper’s Hooch (einem Limonaden-Alkopop) der Durchbruch; in den USA erreichte Mike’s Hard Lemonade (ein auf Malzbasis gegorenes Hard Seltzer) große Popularität. Als „Hard Seltzer“ bezeichnete sich allerdings keines dieser Getränke zum damaligen Zeitpunkt.
Nachdem diese Getränke wie auch Alkopops insgesamt ihre Popularität wieder deutlich verloren hatten, wurden die Hard Seltzers ab etwa 2013 in Nordamerika wieder populär. Die Einführung des White Claw Hard Seltzer wurde in den USA in den folgenden Jahren zu einem großen kommerziellen Erfolg, es folgten diverse kleine und Kleinstbrauereien mit der Einführung ihrer eigenen Sorten (parallel zur wiedererstarkten Craft-Beer-Bewegung). White Claw hatte im Jahr 2019 einen Marktanteil von 58 % der in den USA verkauften Hard Seltzers und konnte die Nachfrage im Sommer 2019 nicht vollständig bedienen. Insgesamt wurden im Jahr 2019 in den USA durch Hard Seltzers rund 1,5 Mrd. US-Dollar umgesetzt.

## Herstellungsprozess

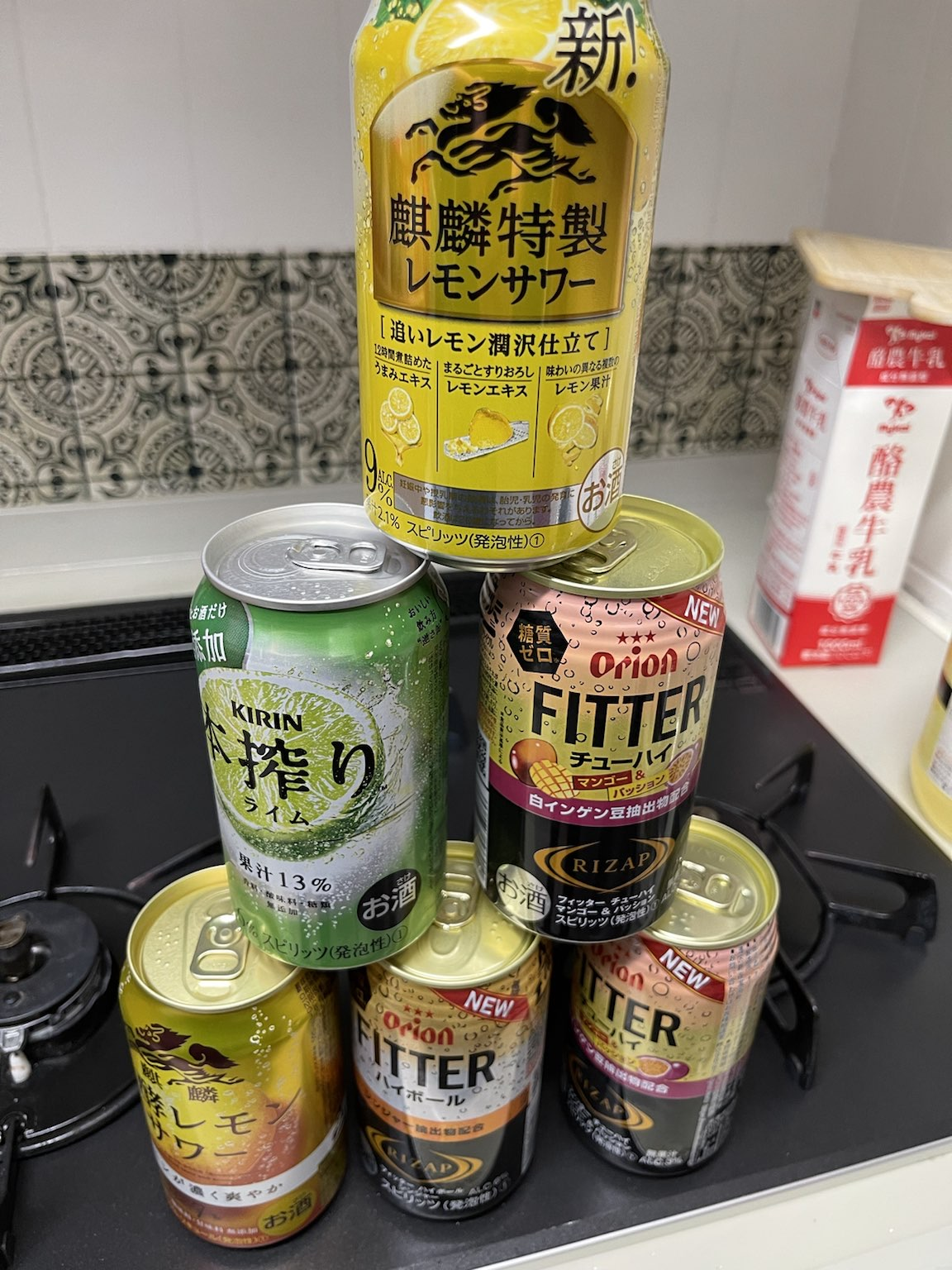
Verschiedene Chuhai aus Japan

Hard Seltzer fällt in die Gruppe der Highballs, basiert also auf einem nichtalkoholischen Getränk (hier: Sprudelwasser), dem eine geringe Menge hochprozentiger Alkohol zugegeben wird. Im Fall von Hard Seltzer bieten sich verschiedene Alkoholbestandteile an, in der Regel wird aus Rohrzucker gebrannter Alkohol verwendet, es gibt aber auch Hard-Seltzer-Variationen mit Alkohol aus klassischer alkoholischer Gärung, beispielsweise auf Basis von Getreide (insbesondere Malz), Rohrzucker oder Trauben.
Der Mischung aus Sprudelwasser und Alkohol werden meist, aber nicht zwingend, entsprechende Fruchtaromen hinzugegeben. Insbesondere bei auf destilliertem Neutralalkohol basierenden Varianten haben die Fruchtaromen den bei weitem größten Einfluss auf den Geschmack des Endprodukts, da sowohl Sprudelwasser als auch aus Rohrzucker gegorener Alkohol sehr geschmacksneutral sind.

## Verbrauchsteuerrechtliche Einordnung (Deutschland)
Die verbrauchsteuerrechtliche Einordnung hängt davon ab, ob der Alkohol durch Destillation gewonnenen Neutralalkohol oder durch Gärung entstandenen Alkohol enthält. Im ersten Fall unterliegt das Getränk der Alkohol- und der Alkopopsteuer; im zweiten Fall kann es steuerfrei klassiert werden. Darum setzt das Gros der deutschen Hard Seltzer-Hersteller auf Alkohol aus Fruchtwein.